# رایان کاستلو
رایان آنتونی کاستلو (زاده ۷ سپتامبر ۱۹۷۶) یک سیاستمدار، لابی گر و وکیل آمریکایی است که از سال ۲۰۱۵ تا ۲۰۱۹ به عنوان نماینده ایالات متحده برای حوزه انتخابیه ششم پنسیلوانیا  خدمت کرده است. او که یکی از اعضای حزب جمهوری‌خواه است.
کاستلو در سال ۱۹۷۶ از والدین معلم مدرسه متولد شد. کاستلو در کالج اورسینوس و دانشکده حقوق دانشگاه ویلانوا شرکت کرد.